# Verdon, Dordogne
Verdon là một xã, nằm ở tỉnh Dordogne vùng Aquitaine của Pháp. Xã này có diện tích 4,95 kilômét vuông, dân số năm 2005 là 54 người. Xã nằm ở khu vực có độ cao trung bình 117 m trên mực nước biển.

## Thông tin nhân khẩu
| Năm    | 1962 | 1968 | 1975 | 1982 | 1990 | 1999 | 2005 |
| ------ | ---- | ---- | ---- | ---- | ---- | ---- | ---- |
| Dân số | 65   | 48   | 48   | 55   | 38   | 47   | 54   |